# 1997-es Formula–1 spanyol nagydíj
A spanyol nagydíj volt az 1997-es Formula–1 világbajnokság hatodik futama.

## Futam
Spanyolországban ismét a Williamsek domináltak az időmérőn, Villeneuve és Frentzen indult az első rajtsorból. Schumacher jó rajtjának köszönhetően a hetedik helyről másodiknek jött fel, a vezető Villeneuve tempóját azonban nem tudta tartani. Bár Panis csak a középmezőnyből rajtolt, a versenyképes Bridgestone gumiknak köszönhetően egy kerékcserével kevesebbszer állt ki a többieknél, így második lett Villeneuve mögött. A harmadik helyen Alesi ért célba.
| Helyezés | #  | Versenyző             | Csapat/Motor      | Futott körök | Idő/Kiesés oka | Rajthely | Pontszám |
| -------- | -- | --------------------- | ----------------- | ------------ | -------------- | -------- | -------- |
| 1        | 3  | Jacques Villeneuve    | Williams-Renault  | 64           | 1:30:35.896    | 1        | 10       |
| 2        | 14 | Olivier Panis         | Prost-Mugen-Honda | 64           | +5.804         | 12       | 6        |
| 3        | 7  | Jean Alesi            | Benetton-Renault  | 64           | +12.534        | 4        | 4        |
| 4        | 5  | Michael Schumacher    | Ferrari           | 64           | +17.979        | 7        | 3        |
| 5        | 16 | Johnny Herbert        | Sauber-Petronas   | 64           | +27.986        | 10       | 2        |
| 6        | 10 | David Coulthard       | McLaren-Mercedes  | 64           | +29.744        | 3        | 1        |
| 7        | 9  | Mika Häkkinen         | McLaren-Mercedes  | 64           | +48.785        | 5        |          |
| 8        | 4  | Heinz-Harald Frentzen | Williams-Renault  | 64           | +1:04.139      | 2        |          |
| 9        | 12 | Giancarlo Fisichella  | Jordan-Peugeot    | 64           | +1:04.767      | 8        |          |
| 10       | 8  | Gerhard Berger        | Benetton-Renault  | 64           | +1:05.670      | 6        |          |
| 11       | 18 | Jos Verstappen        | Tyrrell-Ford      | 63           | +1 Kör         | 19       |          |
| 12       | 6  | Eddie Irvine          | Ferrari           | 63           | +1 Kör         | 11       |          |
| 13       | 23 | Jan Magnussen         | Stewart-Ford      | 63           | +1 Kör         | 22       |          |
| 14       | 17 | Gianni Morbidelli     | Sauber-Petronas   | 62           | +2 Kör         | 13       |          |
| 15       | 14 | Jarno Trulli          | Minardi-Hart      | 62           | +2 Kör         | 18       |          |
| Kiesett  | 2  | Pedro Diniz           | Arrows-Yamaha     | 53           | Motorhiba      | 21       |          |
| Kiesett  | 11 | Ralf Schumacher       | Jordan-Peugeot    | 50           | Motorhiba      | 9        |          |
| Kiesett  | 22 | Rubens Barrichello    | Stewart-Ford      | 37           | Motorhiba      | 17       |          |
| Kiesett  | 19 | Mika Salo             | Tyrrell-Ford      | 35           | Defekt         | 14       |          |
| Kiesett  | 15 | Nakano Sindzsi        | Prost-Mugen-Honda | 34           | Váltó          | 16       |          |
| Kiesett  | 1  | Damon Hill            | Arrows-Yamaha     | 17           | Motorhiba      | 15       |          |
| Kiesett  | 20 | Katajama Ukjó         | Minardi-Hart      | 11           | Váltó          | 20       |          |

## A világbajnokság élmezőnyének állása a verseny után
| H  | Versenyzők         | Pont | H  | Konstruktőrök     | Pont |
| -- | ------------------ | ---- | -- | ----------------- | ---- |
| 1. | Jacques Villeneuve | 30   | 1. | Ferrari           | 41   |
| 2. | Michael Schumacher | 27   | 2. | Williams-Renault  | 40   |
| 3. | Olivier Panis      | 15   | 3. | McLaren-Mercedes  | 21   |
| 4. | Eddie Irvine       | 14   | 4. | Benetton-Renault  | 17   |
| 5. | David Coulthard    | 11   | 5. | Prost-Mugen-Honda | 15   |

## Statisztikák
Vezető helyen:
- Jacques Villeneuve: 63 (1-20 / 22-45 / 47-64)
- Jean Alesi: 1 (21)
- Michael Schumacher: 1 (46)

Jacques Villeneuve 7. győzelme, 8. pole-pozíciója, Giancarlo Fisichella 1. leggyorsabb köre.
- Williams 99. győzelme.